# Landskyrkan
För andra kyrkor som kallas Landskyrkan, se Askersunds landskyrka, Skellefteå landsförsamlings kyrka och Backens kyrka.
Landskyrkan är en kyrkobyggnad som ligger intill Säveån i norra utkanten av Alingsås. Den tillhör Alingsås församling i Skara stift.

## Kyrkobyggnaden
Enligt skriftliga källor pågick byggnadsarbeten här år 1293. Om det är nuvarande stenkyrka som åsyftas vet man inte, men den har medeltida ursprung. Åren 1760-1765 genomfördes en ombyggnad då kyrkan fick sin nuvarande bredd och 1824 förlängdes kyrkan åt öster då nuvarande kor och sakristia tillkom. Ett kyrktorn uppfördes 1831 vilket ersatte klockstapeln. Därmed hade dagens empirkaraktär etablerats.
Kyrkan består av ett långhus med rakt avslutat kor i öster. Kyrktorn med vapenhus finns i väster. Öster om koret finns en vidbyggd sakristia. Långhus och kor har ett gemensamt mansardtak, medan sakristian har ett eget lägre mansardtak. Taken är belagda med enkupigt rött lertegel. Tornet har en rundad fyrkantig huv och en fyrkantig lanternin. Torntak och lanternin är täckta med ärgad kopparplåt.
Kyrkorummet har en inredning i ljus och luftig rokoko. Karaktären från början av 1800-talet är väl bevarad. Innertakets tunnvalv är målat som ett himlavalv med moln och änglar. Målningarna är utförda 1765 av målaren Nils Åvall från Borås. Altarväggen är uppbyggd med pilastrar kring en absid och altaret har bibehållit den förr så vanliga kopian av Thorvaldsens Kristusstaty. 

## Inventarier
- Dopfunten av trä med åttakantig cuppa är tillverkad 1928. Funten är målad i vitt och guld.
- Predikstolen är tillverkad 1847 av Johannes Andersson i Mjöbäck till Vinbergs kyrka. År 1903 köptes den från Vinbergs församling. Predikstolen är i nyklassisk stil med svällande former och har ljudtak.

### Orgel
På läktaren i väster står 1877 års ljudande fasad byggd av Salomon Molander. Nuvarande verk är kyrkans fjärde, tillverkat 1965 av A. Magnusson Orgelbyggeri AB och har sexton stämmor fördelade på två manualer och pedal. Karl Nelson utförde 2001 en dispositionsförändring.

## Bilder

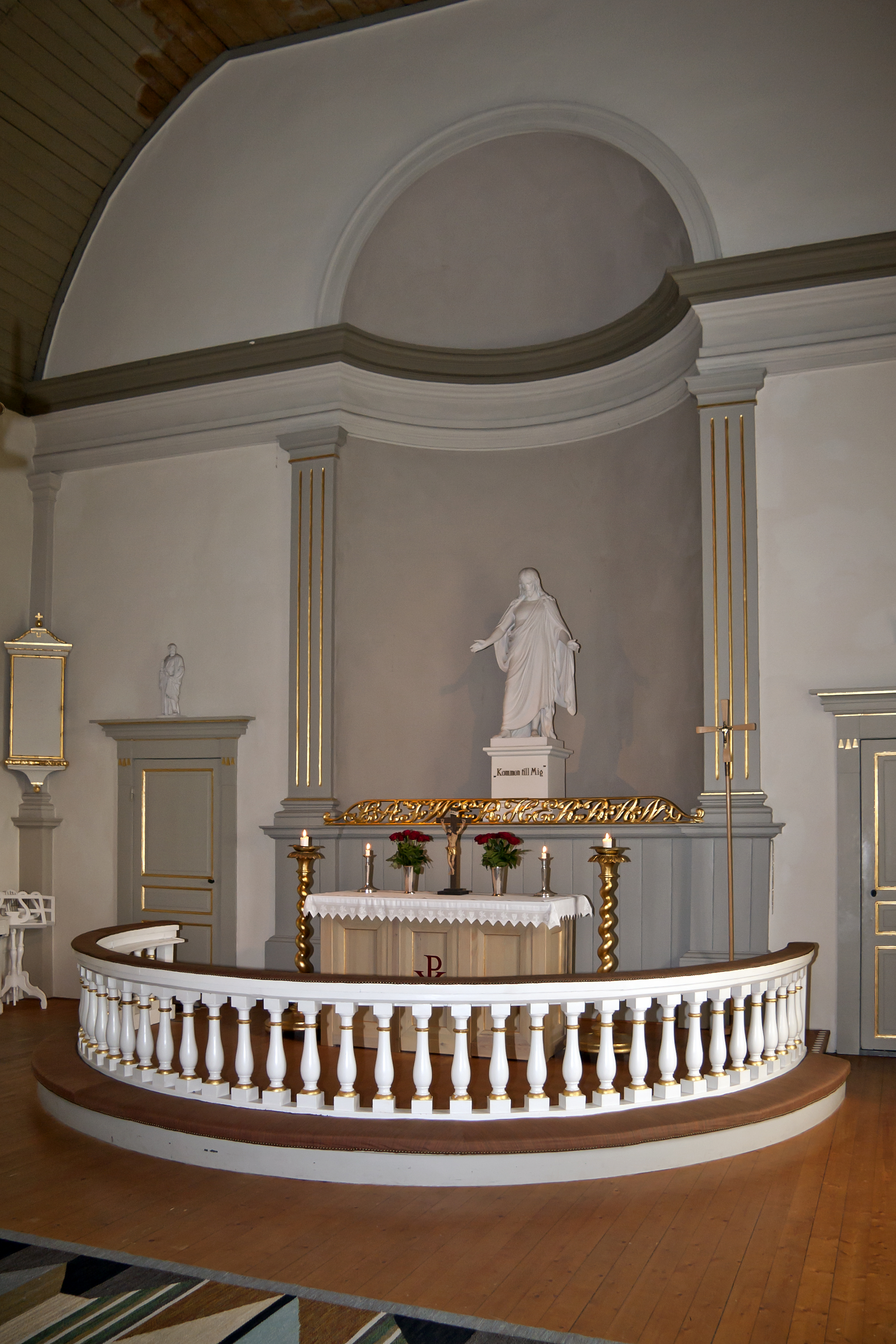
Altaret med Kristusfiguren.
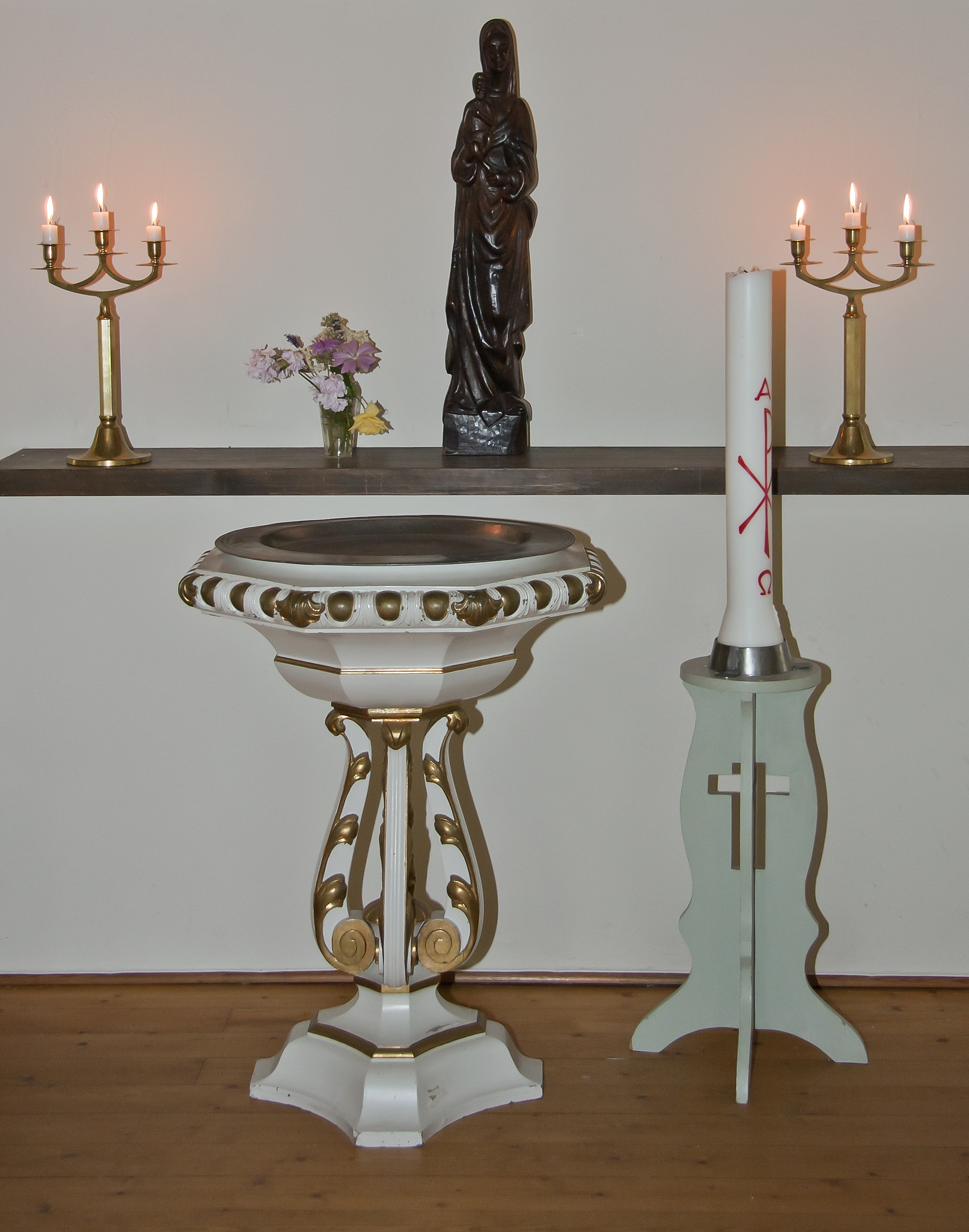
Dopfunten av trä.
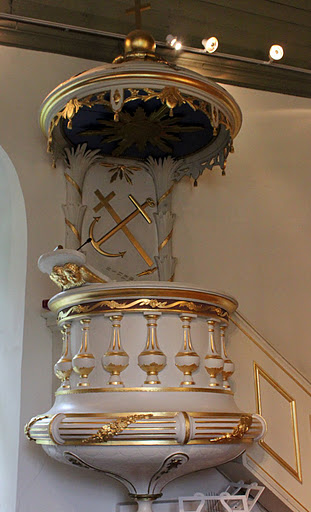
Predikstolen.
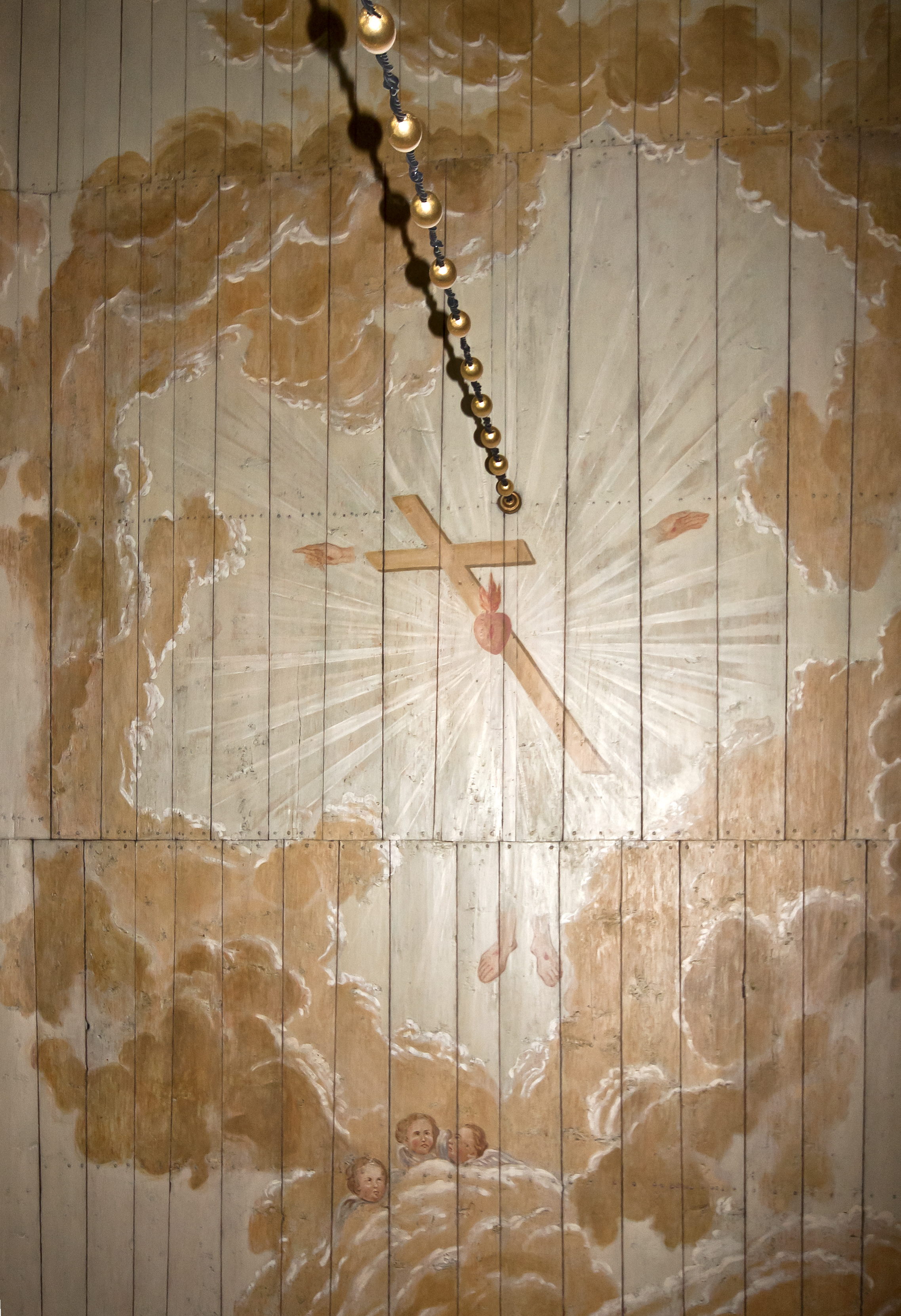
Den centrala takmålningen mitt i kyrkan.
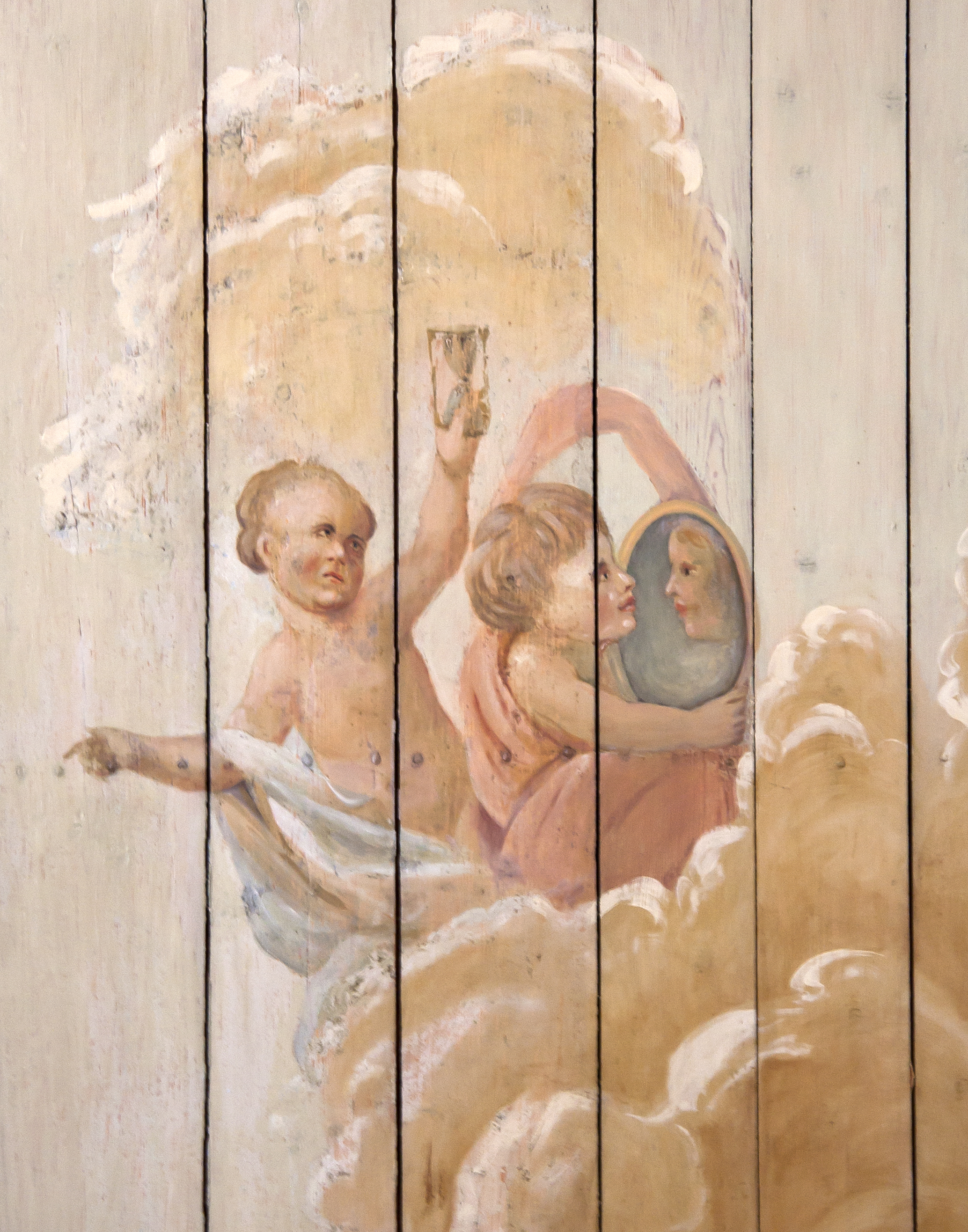
Hela taket är målat med moln med spridda grupper av änglar och putti.